# Afløsningsord
Et afløsningsord eller afløserord er et ord der anvendes i stedet for et fremmedord.
For dansk skabte H.C.  Ørsted i 1800-tallet en større mængde afløsningsord for græske og latinske fremmeord, 
mange som har overlevet til i dag, herunder ilt og brint.
Forfatteren Knud Hjortø skabte sin Afløsningsordbog, som blev udgivet i 1933.
Han forslog bilport i stedet for garage, jegdyrker i stedet for egoist.
I Norden arbejder de nordiske sprogråd sammen om skabelse af afløsningsord. 
Nordiske Sprogsekretariat blev oprettet i 1978 og har siden behandlet forslag til afløsningsord, 
blandt andet drageflyvning i stedet for fremmedordet hanggliding.